# Schachzeitschrift
Eine Schachzeitschrift ist ein regelmäßig erscheinendes Druckerzeugnis (seltener eine elektronische Publikation) zum Thema Schach. Üblich sind monatlich erscheinende Ausgaben gedruckter Zeitschriften; eine Ausnahme bildete Die Schachwoche, die weltweit einzige Schachzeitschrift, die wöchentlich herausgegeben wurde.

## Inhalt
Schachzeitschriften bestehen zu einem Großteil aus Berichten über bedeutende und überregionale Schachturniere sowie der Aufarbeitung der dabei gespielten Schachpartien. Zur Darstellung der Partien wird eine bestimmte Schachnotation verwendet, die es dem Leser ermöglicht, die Partien auf einem Schachbrett nachzuspielen. Besonders interessante Begegnungen werden häufig von bekannten Meistern (Internationale Meister, Großmeister) analysiert beziehungsweise kommentiert. 
Zu den weiteren Inhalten gehören zum Beispiel – je nach thematischem Schwerpunkt der Zeitschrift – Rubriken zur Schachkomposition, Beiträge zur Eröffnungstheorie, Endspielstudien, Spielerporträts, Besprechungen neuer Schachliteratur oder historische und schachkulturelle Beiträge.

## Schachzeitschriften mit Tradition
Die erste Schachzeitschrift war das von Louis-Charles Mahé de La Bourdonnais gegründete Magazin Le Palamède, das mit mehrjähriger Unterbrechung (1839/42) von 1836 bis 1847 erschien. In England gründete Howard Staunton The Chess Player’s Chronicle (Erscheinungszeitraum 1841 bis 1876). In Deutschland gab es seit 1846 die Schachzeitung der Berliner Schachgesellschaft, die unter verschiedenen Namen bis 1988 fortgeführt wurde. Der Schweizer Friedrich Capraez (* 7. Februar 1830 in Chur; † 5. Juni 1890) gab in den Jahren 1857, 1858 und 1860 die Schweizerische Schachzeitung heraus, einen Vorläufer des heutigen gleichnamigen Blattes. Die Wiener Schachzeitung, herausgegeben von Ernst Falkbeer, erschien erstmals 1855, überlebte aber nur wenige Monate. Ihr folgten verschiedene spätere Gründungen unter demselben Namen, unter anderem unter Georg Marcos Leitung (1898–1916).
Die älteste heute noch erscheinende Zeitschrift ist das British Chess Magazine (1881 ff.).
Zu den verbreiteten Publikationen im deutschsprachigen Raum gehören die Zeitschriften Schach (gegründet im April 1947, übernahm 1996 Schach-Report, der zuvor sukzessive Deutsche Schachblätter, Deutsche Schachzeitung und Der Schachspiegel übernommen hatte), Schach-Magazin 64 (übernahm 1992 Schach-Echo) und die Rochade Europa, das offizielle Verkündungsorgan der Mehrzahl der deutschen Landesverbände. In vielen Fällen wurde bei den Übernahmen lediglich der Abonnentenkreis weitergegeben, Traditionslinien inhaltlicher Art wurden entweder überhaupt nicht oder nur in einzelnen Bereichen weitergeführt.
Die Schweizerische Schachzeitung wird seit dem Jahr 1900 publiziert, sie existiert seit dem Jahr 2000 auch als elektronische Ausgabe (siehe Weblink). In Österreich fungiert seit 1981 das vom Österreichischen Schachbund (ÖSB) herausgegebene Schach Aktiv als Verkündungsorgan des Schachbundes.
| Erscheinung                  | Name der Zeitschrift                 | Untertitel | alternative Titel               | Land                  |
| ---------------------------- | ------------------------------------ | --- | ------------------------------- | --------------------- |
| 1906–heute                   | Československý šach                  | |                                 | Tschechien, Slowakei  |
| 1959–heute                   | Europe Échecs                        | |                                 | Frankreich            |
| 1911–heute                   | L'Italia scacchistica                | Organo ufficiale del Circolo scacchistico fiorentino, dell'Accademia scacchistica di Viareggio e del circolo scacchistico di Bologna |                                 | Italien               |
| 1925–heute                   | Šahovski glasnik                     | | Šahovski vjesnik                | Jugoslawien, Kroatien |
| nach 1945–heute              | Magyar Sakkélet                      | | Sakkélet                        | Ungarn                |
| 1925–1929                    | Revista de Şah                       | |                                 | Rumänien              |
| 1930–heute                   | Revista Română de Şah                | |                                 | Rumänien              |
| nach 1945–heute              | Schachmatna Misl                     | | Шахматна мисъл                  | Bulgarien             |
| 1959 ?–1991 ?                | Šahs                                 | | Шахматы                         | Lettland              |
| 1921–1930 (1931 ?) 1931–1991 | Schachmatny Listok Schachmaty w SSSR | | Шахматный листок Шахматы в СССР | Sowjetunion           |
| 1905–heute                   | Skakbladet                           | |                                 | Dänemark              |
| 1932–1970                    | Arbejder-Skak                        | Organ for Dansk Arbejder-Skakforbund                                                                                                 |                                 | Dänemark              |
|                              | Suomen Shakki                        | |                                 | Finnland              |
| 1895–heute                   | Tidskrift för Schack                 | Utgiven av Sveriges Schackförbund | Tidsskrift for Skak [bis 1901]  | Schweden              |
| bis 10/1935                  | Tijdschrift van de N. S. B.          | |                                 | Niederlande           |
| 11/1935 bis 1960             | Tijdschrift van de K. N. S. B.       | |                                 | Niederlande           |
| 1984 bis heute               | New In Chess                         | |                                 | Niederlande           |
| 1946 bis heute               | Chess Life                           | |                                 | USA                   |

## Weitere Schachzeitschriften
Während sich die vorgenannten Zeitschriften vorwiegend der Berichterstattung zu aktuellen Turnieren und der Analyse der dort gespielten Partien widmeten bzw. widmen, gibt es weitere regelmäßig erscheinende Blätter, die sich speziellen Aspekten des Schachspiels zuwenden. Als Beispiele aus dem deutschsprachigen Raum seien Computerschach und Spiele (inzwischen als Printausgabe eingestellt), Karl und Kaissiber (seit 2010 nicht mehr erschienen) genannt.
Eine bekannte elektronische Zeitschrift ist The Week in Chess.